# Burthecourt-aux-Chênes
Burthecourt-aux-Chênes ist eine französische Gemeinde mit 153 Einwohnern (Stand: 1. Januar 2022) im Département Meurthe-et-Moselle in der Region Grand Est (bis 2015 Lothringen). Sie gehört zum Arrondissement Nancy und zum Kanton Jarville-la-Malgrange. 

## Geografie
Burthecourt-aux-Chênes liegt etwa 14 Kilometer südsüdöstlich von Nancy. Umgeben wird Burthecourt-aux-Chênes von den Nachbargemeinden Ville-en-Vermois im Norden, Manoncourt-en-Vermois im Norden und Nordosten, Coyviller im Osten, Tonnoy im Südosten und Süden, Flavigny-sur-Moselle im Südwesten und Westen sowie Azelot im Westen.

## Bevölkerungsentwicklung
| Jahr                       | 1962 | 1968 | 1975 | 1982 | 1990 | 1999 | 2006 | 2019 |
| Einwohner                  | 109  | 106  | 116  | 112  | 109  | 101  | 98   | 130  |
| Quellen: Cassini und INSEE |      |      |      |      |      |      |      |      |

## Sehenswürdigkeiten
- Kirche Saint-Epvre aus dem 19. Jahrhundert
- Altes Pfarrhaus aus dem 18. Jahrhundert

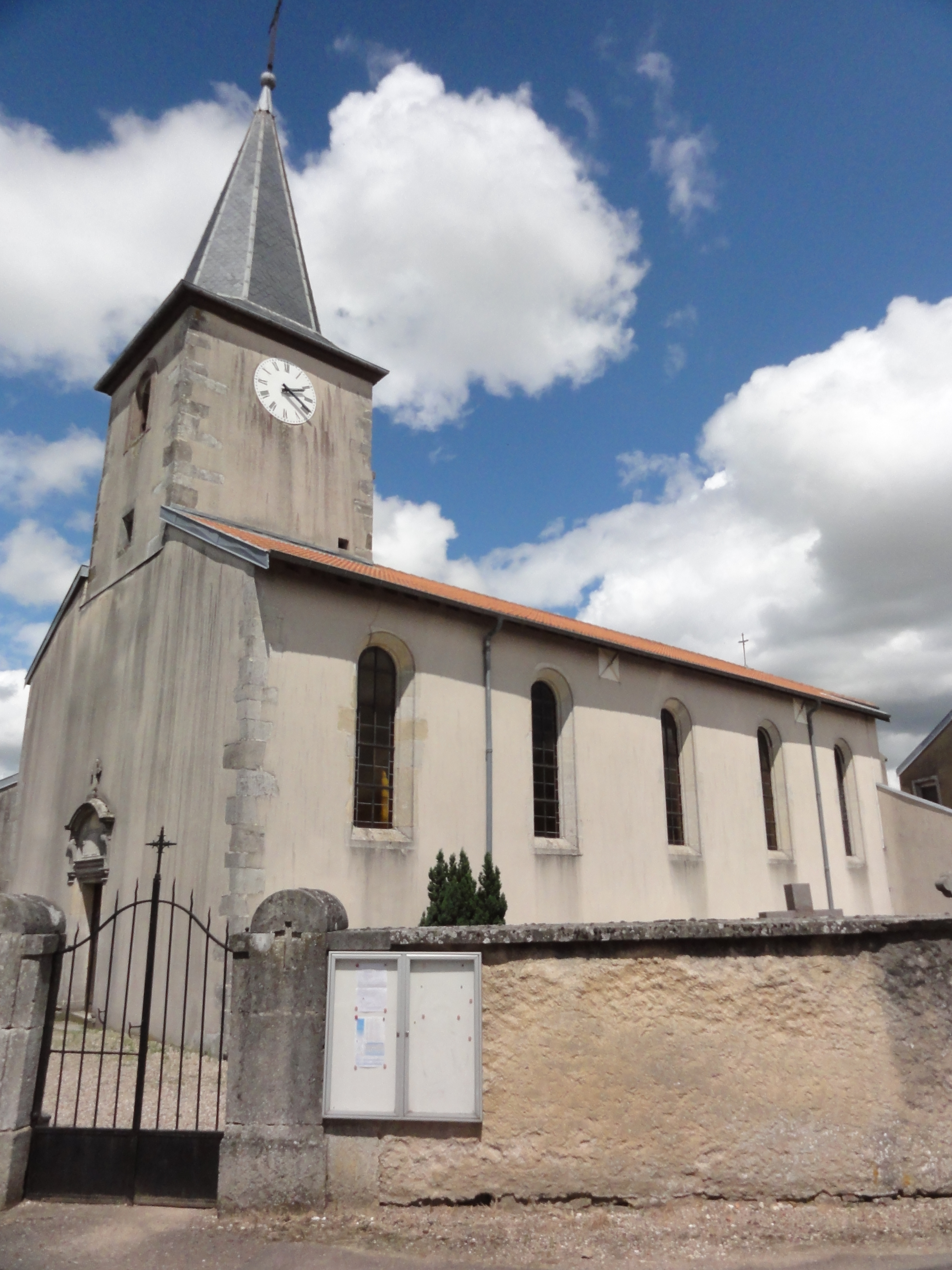
Kirche Saint-Epvre